# Vizcondado de Miranda (previo)
El Vizcondado de Miranda fue un título nobiliario español, un Vizcondado previo creado por el rey Fernando VII en 1816 a favor de Rafael-María de Barberá-Puigmoltó y de la Tonda, antes de concederle la dignidad de conde de Torrefiel, la cual le fue otorgada el 16 de agosto de ese mismo año. En virtud de su naturaleza de Vizcondado previo, el título se suprimió cuando el Condado de Torrefiel le fue entregado al beneficiado. 
El titular fue teniente-coronel de Caballería, ayudante de campo del general Bessières. 
A su nieto paterno, Enrique Puigmoltó y Mayáns (1828-1900), III conde de Torrefiel, se le otorgó también el Vizcondado de Miranda, pero esta vez con carácter perpetuo y hereditario, el 28 de diciembre de 1857, por la reina Isabel II, de quien era amante; a él se le atribuye la paternidad del rey Alfonso XII.